# Cyphocephalus caviceps
Cyphocephalus caviceps är en tvåvingeart som beskrevs av Borgmeier 1967. Cyphocephalus caviceps ingår i släktet Cyphocephalus och familjen puckelflugor.
Artens utbredningsområde är Costa Rica. Inga underarter finns listade i Catalogue of Life.